# Rhynchotechum brevipedunculatum
Rhynchotechum brevipedunculatum är en tvåhjärtbladig växtart som beskrevs av Jenn Che Wang. Rhynchotechum brevipedunculatum ingår i släktet Rhynchotechum och familjen Gesneriaceae. Inga underarter finns listade i Catalogue of Life.